# 13e étape du Tour d'Italie 2006
La 13e étape du Tour d'Italie 2006 a lieu le 20 mai entre Alessandria et La Thuile. Elle est remportée par Leonardo Piepoli.

## Résultats

### Classement de l'étape
|    | Coureur                    | Pays    | Équipe            |    | Temps           |
| -- | -------------------------- | ------- | ----------------- | -- | --------------- |
| 1  | Leonardo Piepoli           | Italie  | Saunier Duval     | en | 5 h 21 min 12 s |
| 2  | Ivan Basso                 | Italie  | Team CSC          | +  | 44 s            |
| 3  | José Enrique Gutiérrez     | Espagne | Phonak            |    | 1 min 19 s      |
| 4  | Gilberto Simoni            | Italie  | Saunier Duval     |    | 1 min 19 s      |
| 5  | Michele Scarponi           | Italie  | Liberty Seguros   |    | 2 min 09 s      |
| 6  | Franco Pellizotti          | Italie  | Liquigas          |    | 2 min 09 s      |
| 7  | John Gadret                | France  | AG2R Prévoyance   |    | 2 min 13 s      |
| 8  | Julio Alberto Pérez Cuapio | Mexique | Panaria           |    | 2 min 18 s      |
| 9  | Damiano Cunego             | Italie  | Lampre-Fondital   |    | 2 min 36 s      |
| 10 | Paolo Savoldelli           | Italie  | Discovery Channel |    | 2 min 36 s      |

### Points attribués
|   | Cycliste            | Pays      | Équipe                         | Points |
| - | ------------------- | --------- | ------------------------------ | ------ |
| 1 | Benoît Poilvet      | France    | Crédit agricole                | 8      |
| 2 | Christian Knees     | Allemagne | Team Milram                    | 6      |
| 3 | Olivier Bonnaire    | France    | Bouygues Telecom               | 4      |
| 4 | José Cayetano Julia | Espagne   | Caisse d'Épargne-Illes Balears | 3      |
| 5 | Marzio Bruseghin    | Italie    | Lampre-Fondital                | 2      |
| 6 | José Serpa          | Colombie  | Colombia Selle-Italia          | 1      |

|    | Cycliste                   | Pays     | Équipe                         | Points |
| -- | -------------------------- | -------- | ------------------------------ | ------ |
| 1  | Leonardo Piepoli           | Italie   | Saunier Duval                  | 25     |
| 2  | Ivan Basso                 | Italie   | Team CSC                       | 20     |
| 3  | José Enrique Gutiérrez     | Espagne  | Phonak                         | 16     |
| 4  | Gilberto Simoni            | Italie   | Saunier Duval                  | 14     |
| 5  | Michele Scarponi           | Italie   | Liberty Seguros                | 12     |
| 6  | Franco Pellizotti          | Italie   | Liquigas                       | 10     |
| 7  | John Gadret                | France   | AG2R Prévoyance                | 9      |
| 8  | Julio Alberto Pérez Cuapio | Mexique  | Panaria                        | 8      |
| 9  | Damiano Cunego             | Italie   | Lampre-Fondital                | 7      |
| 10 | Paolo Savoldelli           | Italie   | Discovery Channel              | 6      |
| 11 | Giampaolo Caruso           | Italie   | Liberty Seguros                | 5      |
| 12 | Wladimir Belli             | Italie   | Colombia Selle-Italia          | 4      |
| 13 | Francisco Pérez Sánchez    | Espagne  | Caisse d'Épargne-Illes Balears | 3      |
| 14 | Sergio Ghisalberti         | Italie   | Team Milram                    | 2      |
| 15 | Wim Van Huffel             | Belgique | Davitamon-Lotto                | 1      |

### Cols et côtes
- Ascension du Col d'Arpy, 1re catégorie (km 211,5)

|   | Cycliste               | Pays    | Équipe          | Points |
| - | ---------------------- | ------- | --------------- | ------ |
| 1 | Leonardo Piepoli       | Italie  | Saunier Duval   | 10     |
| 2 | Ivan Basso             | Italie  | Team CSC        | 6      |
| 3 | José Enrique Gutiérrez | Espagne | Phonak          | 4      |
| 4 | Gilberto Simoni        | Italie  | Saunier Duval   | 2      |
| 5 | Michele Scarponi       | Italie  | Liberty Seguros | 1      |

### Points attribués pour le classement combiné
|    | Cycliste               | Pays    | Équipe                         | Points |
| -- | ---------------------- | ------- | ------------------------------ | ------ |
| 1  | Ivan Basso             | Italie  | Team CSC                       | 43     |
| 2  | José Enrique Gutiérrez | Espagne | Phonak                         | 39     |
| 3  | Paolo Savoldelli       | Italie  | Discovery Channel              | 37     |
| 4  | Damiano Cunego         | Italie  | Lampre-Fondital                | 22     |
| 5  | Franco Pellizotti      | Italie  | Liquigas                       | 19     |
| 6  | Joan Horrach           | Espagne | Caisse d'Épargne-Illes Balears | 18     |
| 7  | Sandy Casar            | France  | Française des jeux             | 16     |
| 8  | Leonardo Piepoli       | Italie  | Saunier Duval                  | 16     |
| 9  | Paolo Bettini          | Italie  | Quick Step-Innergetic          | 15     |
| 10 | Patrick Calcagni       | Suisse  | Liquigas                       | 15     |

## Classements à l'issue de l'étape

### Classement général
|     | Cycliste               | Pays       | Équipe                |    | Temps            |
| --- | ---------------------- | ---------- | --------------------- | -- | ---------------- |
| 1   | Ivan Basso             | Italie     | Team CSC              | en | 49 h 53 min 36 s |
| 2   | José Enrique Gutiérrez | Espagne    | Phonak                |    | 3 min 27 s       |
| 3   | Paolo Savoldelli       | Italie     | Discovery Channel     |    | 5 min 30 s       |
| 4   | Wladimir Belli         | Italie     | Colombia Selle-Italia |    | 7 min 35 s       |
| 5   | Gilberto Simoni        | Italie     | Saunier Duval         |    | 8 min 00 s       |
| 6   | Franco Pellizotti      | Italie     | Liquigas              |    | 8 min 14 s       |
| DSQ | Thomas Danielson       | États-Unis | Discovery Channel     |    | 8 min 35 s       |
| 8   | Damiano Cunego         | Italie     | Lampre-Fondital       |    | 8 min 58 s       |
| 9   | Danilo Di Luca         | Italie     | Liquigas              |    | 10 min 36 s      |
| 10  | Víctor Hugo Peña       | Colombie   | Phonak                |    | 11 min 12 s      |

### Classement par points
|   | Cycliste         | Pays   | Équipe                | Points |
| - | ---------------- | ------ | --------------------- | ------ |
| 1 | Paolo Bettini    | Italie | Quick Step-Innergetic | 86     |
| 2 | Paolo Savoldelli | Italie | Discovery Channel     | 79     |
| 3 | Ivan Basso       | Italie | Team CSC              | 78     |

### Classement du meilleur grimpeur
|   | Cycliste               | Pays     | Équipe   | Points |
| - | ---------------------- | -------- | -------- | ------ |
| 1 | Ivan Basso             | Italie   | Team CSC | 21     |
| 2 | Staf Scheirlinckx      | Belgique | Cofidis  | 13     |
| 3 | José Enrique Gutiérrez | Espagne  | Phonak   | 13     |

### Classement du combiné
|   | Cycliste               | Pays    | Équipe            | Points |
| - | ---------------------- | ------- | ----------------- | ------ |
| 1 | Paolo Savoldelli       | Italie  | Discovery Channel | 555    |
| 2 | José Enrique Gutiérrez | Espagne | Phonak            | 362    |
| 3 | Ivan Basso             | Italie  | Team CSC          | 266    |

### Classements par équipes

#### Classement aux temps
|   | Équipe            | Pays       |    | Temps             |
| - | ----------------- | ---------- | -- | ----------------- |
| 1 | Discovery Channel | États-Unis | en | 148 h 39 min 57 s |
| 2 | Liquigas          | Italie     | +  | 6 min 49 s        |
| 3 | Saunier Duval     | Espagne    |    | 7 min 25 s        |

#### Classement aux points
|   | Équipe            | Pays       | Points |
| - | ----------------- | ---------- | ------ |
| 1 | Discovery Channel | États-Unis | 178    |
| 2 | T-Mobile          | Allemagne  | 174    |
| 3 | Saunier Duval     | Espagne    | 163    |

### Classements annexes

#### Classement Azzurri d'Italia
|   | Cycliste         | Pays   | Équipe                | Points |
| - | ---------------- | ------ | --------------------- | ------ |
| 1 | Ivan Basso       | Italie | Team CSC              | 8      |
| 2 | Paolo Savoldelli | Italie | Discovery Channel     | 6      |
| 3 | Paolo Bettini    | Italie | Quick Step-Innergetic | 5      |

#### Classement de la combativité
|   | Cycliste               | Pays    | Équipe                | Points |
| - | ---------------------- | ------- | --------------------- | ------ |
| 1 | José Enrique Gutiérrez | Espagne | Phonak                | 23     |
| 3 | Ivan Basso             | Italie  | Team CSC              | 20     |
| 2 | Paolo Bettini          | Italie  | Quick Step-Innergetic | 20     |

#### Classement 110 Gazzetta
|   | Cycliste         | Pays   | Équipe             | Points |
| - | ---------------- | ------ | ------------------ | ------ |
| 1 | Patrick Calcagni | Suisse | Liquigas           | 11     |
| 2 | Mickaël Delage   | France | Française des jeux | 10     |
| 2 | Benoît Poilvet   | France | Crédit agricole    | 8      |

#### Classement de l'échappée (Fuga)
|   | Cycliste            | Pays    | Équipe            | Points |
| - | ------------------- | ------- | ----------------- | ------ |
| 1 | Sergiy Matveyev     | Ukraine | Panaria           | 207    |
| 2 | Christophe Edaleine | France  | Crédit agricole   | 207    |
| 3 | Andoni Aranaga      | Espagne | Euskaltel-Euskadi | 207    |